# Альянс Мій крок
«Мій крок» (альянс) (вірм. «Իմ Քայլը» դաշինք), є вірменським політичним альянсом, утвореним партіями «Цивільний договір», «Місія» і різними представниками громадянського суспільства. Він був утворений в серпні 2018 року, перед виборами в Єреванську міську раду 2018 року. Лідером альянсу є прем'єр-міністр Вірменії Нікол Пашинян.

## Історія
23 вересня 2018 року альянс взяв участь і переміг на виборах мера Єревана в 2018 році з Айком Марутяном як кандидатом в мери і отримав 57 місць з 65 у мерії Єревану.
Альянс балотувався на парламентських виборах у Вірменії в 2018 році․.

## Склад
| Сторона                        | Лідер          |
| Партія «Громадянський договір» | Нікол Пашинян  |
| Партія «Мисія»                 | Манук Сукіасян |

## Результати виборів

### Парламентські вибори
| Выборі | Голоси  | %     | Крісла   | Позиція   | Уряд |
| ------ | ------- | ----- | -------- | --------- | ---- |
| 2018   | 884 456 | 70,43 | 88 / 132 | 1-е місце | Уряд |

### Місцеві вибои

#### Вибори до єреванської міської ради
| Вибори | Кандидат в мери | Голоси  | %      | Місця в міській раді |
| ------ | --------------- | ------- | ------ | -------------------- |
| 2018   | Гайк Марутян    | 294 109 | 81,06% | 57 / 65              |